# Gesine Walther
Gesine Walther (sinds haar huwelijk Gesine Tettenborn, Weißenfels, 6 oktober 1962) is een Duitse voormalige sprintster, die in de jaren tachtig uitkwam voor de DDR. Zij behaalde haar grootste successen als estafetteloopster. Eenmaal veroverde zij een individuele titel: in 1982 werd zij Europees indoorkampioene op de 200 m. 

## Loopbaan
Haar sportieve hoogtepunt bereikte Walther in 1982. Eerst veroverde zij bij de Europese indoorkampioenschappen in Milaan de titel op de 200 m, terwijl zij later dat jaar bij de Europese kampioenschappen in Athene op de 4 × 100 m estafette zegevierde in 42,19 s samen met Bärbel Wöckel, Sabine Rieger en Marlies Göhr. Bij deze Europese kampioenschappen werd ze vijfde op de 100 m in 11,38 en vierde op de 200 m in 22,60.
Een jaar later liep Gesine Walther in estafetteverband opnieuw naar het goud. Op de allereerste wereldkampioenschappen atletiek in Helsinki maakte ze deel uit van het Oost-Duitse team op de 4 × 400 m estafette, dat verder bestond uit Sabine Busch, Dagmar Rübsam en Marita Koch. Dit viertal snelde in de Finse hoofdstad naar 3.19,73 en bleef daarbij als enige ploeg binnen de 3.20.
Hoe snel dit team was bewezen ze vervolgens op 3 juni 1984, toen ze in Erfurt op dit estafettenummer naar een wereldrecord liepen in een tijd van 3.15,92. 
Kort hierna beëindigde Walther op 22-jarige leeftijd haar topsportcarrière. Zij deed dit om de vrijkoop door de Bondsrepubliek van haar broer mogelijk te maken, die na een mislukte vluchtpoging gevangen zat.
In de aanloop naar de Olympische Zomerspelen van 1980 kreeg zij als zeventienjarige het in de DDR gebruikelijke dopingmiddel Oral-Turinabol toegediend. Door het dopinggebruik heeft Walther tegenwoordig lichamelijke en geestelijke klachten. Na de Duitse hereniging werd haar trainer, Eberhard König, vervolgd. In januari 2010 liet Walther haar naam uit de recordlijsten verwijderen, omdat haar prestaties met behulp van doping waren bereikt.
Gesine Walther was gedurende haar atletiekloopbaan lid van SC Turbine Erfurt.

## Titels
- Wereldkampioene 4 x 400 m estafette - 1983
- Europees kampioene 4 x 100 m estafette - 1982
- Europees indoorkampioene 200 m - 1982

## Persoonlijke records
Outdoor
| Onderdeel | Prestatie | Datum       | Plaats  |
| --------- | --------- | ----------- | ------- |
| 200 m     | 22,24 s   | 3 juli 1982 | Dresden |
| 400 m     | 50,03 s   | 13 mei 1984 | Jena    |

Indoor
| Onderdeel | Prestatie | Datum            | Plaats    |
| --------- | --------- | ---------------- | --------- |
| 200 m     | 22,64 s   | 20 februari 1982 | Boedapest |

## Palmares

### 100 m
- 1982: 5e EK – 11,38 s

### 200 m
- 1982:  EK indoor - 22,80 s
- 1982: 4e EK – 22,60 s

### 4 x 100 m
- 1982:  EK – 42,19 s

### 4 x 400 m
- 1983:  WK – 3.19,73

1983: Walther, Busch, Koch, Rübsam ·
1987: Neubauer, Emmelmann, Schersing, Busch ·
1991: Ledovskaja, Dzjigalova, Nazarova, Bryzgina ·
1993: Torrence, Malone-Wallace, Kaiser-Brown, Miles-Clark ·
1995: Graham, Stevens, Jones, Miles-Clark ·
1997: Feller, Rohländer, Rücker, Breuer ·
1999: Tsjebykina, Gontsjarenko, Kotljarova, Nazarova ·
2001: Richards, Scott, Parris, Fenton ·
2003: Barber, Washington, Richards, Miles-Clark ·
2005: Petsjonkina, Krasnomovets, Antjoech, Pospelova ·
2007: Trotter, Felix, Wineberg, Richards ·
2009: Dunn, Felix, Demus, Richards ·
2011: Richards-Ross, Felix, Beard, McCorory ·
2013: Goesjtsjina, Firova, Ryzjova, Krivosjapka ·
2015: Day, Jackson, McPherson, Williams-Mills ·
2017: Hayes, Felix, Wimbley, Francis ·
2019: Francis, McLaughlin, Muhammad, Jonathas ·
2022: Diggs, Steiner, Wilson, McLaughlin ·
2023: Saalberg, Klaver, Peeters, Bol